# نيكيما ويليامس
نيكيما ناتاشا ويليامس (بالإنجليزية: Nikema Natassha Williams)‏ هي سياسية أمريكية من الحزب الديمقراطي ولدت في يوم 30 يوليو 1978 في مدينة كولومبوس في ولاية جورجيا. أكملت دراسة علم الأحياء في كلية تالاديغا. تشغل منصب رئيسة الحزب الديمقراطي منذ سنة 2019. في سنة 2020 انتخبت لتكون عضوة في مجلس النواب الأمريكي عن مقاطعة تمثل حوالي 75% من مدينة أتلانتا.